# Piper strigosum
Piper strigosum är en pepparväxtart som beskrevs av William Trelease. Piper strigosum ingår i släktet Piper och familjen pepparväxter. Inga underarter finns listade i Catalogue of Life.